# ペルー・ボリビア連合

ペルー・ボリビア連合
Confederación Perú-Boliviana (スペイン語)

国の標語: Firme por la Unión（スペイン語）国歌: Himno Nacional del Perú（スペイン語）
ペルーの国歌
ペルー・ボリビア連合の位置

ペルー・ボリビア連合 （ペルー・ボリビアれんごう、スペイン語: Confederación Perú-Boliviana）は、南アメリカに1836年から1839年の短期間存在した国家連合である。当時のペルーとボリビアを版図とし、首都はタクナに置かれた。
1836年に ボリビア大統領のアンドレス・デ・サンタ・クルスは、ペルーの支配者アグスティン・ガマーラを破ってペルーを南ペルー共和国と北ペルー共和国に分けてボリビアと統合した。10月にペルー・ボリビア連合の成立を宣言し自らは終身・世襲の連合護民官になった。首都は南ペルー共和国のタクナに置かれコビハ、アリカ、カヤオ、パイタの計4港を自由港としその他の港から輸入される物品の課税率を引き上げて国内産品を保護した。しかし、ガマーラをはじめとする亡命ペルー人はチリに亡命して、連合に脅威を抱いていたチリ政府とアルゼンチンのフアン・マヌエル・デ・ロサスの力を得て軍を動かし、1839年にペルー北部のユンガイの戦いでボリビア軍を破るとサンタ・クルスは亡命しこの連合は崩壊した（連合戦争、ペルー・ボリビア戦争とも）。1841年にガマーラはペルー主導で再び連合を結成しようとボリビアに侵攻したが（インガビの戦い）、ボリビアのホセ・バジビアン大統領に敗れ、戦死した。これ以後両国を統一しようとする動きはなくなった。